# Sam Hines
Samuel Thomas Hines, detto Sam (Washington, 31 luglio 1970), è un ex cestista statunitense, professionista in Europa.

## Carriera
Ha giocato per tre stagioni alla Pallacanestro Cantù: in particolare, dal 2001 al 2003 formò con Jerry McCullough (playmaker), Bootsy Thornton (guardia), e Shaun Stonerook (ala grande) l'ottimo quartetto di americani denominato Fab Four, con cui Cantù raggiunse una semifinale di campionato (2001-2002) e una finale di Coppa Italia (2003).

## Palmarès
- Supercoppa italiana: 1

Pall. Cantù: 2003